# Campeonato Piauiense de Segunda División
El Campeonato Piauiense de Segunda División es la competencia equivalente al segundo nivel del fútbol en el estado de Piauí, que es organizada por la Federación de Fútbol de Piauí. Es la división de ascenso al Campeonato Piauiense.
Iniciada en 1957, en una edición que tuvo a Piauí como campeón, la competencia se realiza de manera aleatoria, dependiendo del interés y la situación financiera de los equipos en el estado.

## Palmarés
| Temporada | Campeón             | Subcampeón          |
| --------- | ------------------- | ------------------- |
| 1957      | Piauí               | ----------          |
| 1958-1960 | No hubo competición | No hubo competición |
| 1961      | Rio Negro           | ----------          |
| 1962      | No hubo competición | No hubo competición |
| 1963      | Caiçara             | ----------          |
| 1964      | Ferroviário         | ----------          |
| 1965      | Botafogo            | ----------          |
| 1966      | Alto Esporte        | ----------          |
| 1967      | Fluminense          | ----------          |
| 1968-1977 | No hubo competición | No hubo competición |
| 1978      | Alto Esporte        | ----------          |
| 1979-2002 | No hubo competición | No hubo competición |
| 2003      | 4 de Julho          | Oeirense            |
| 2004      | Comercial           | Oeirense            |
| 2005      | Barras              | Flamengo            |
| 2006      | No hubo competición | No hubo competición |
| 2007      | Picos               | Caiçara             |
| 2008-2014 | No hubo competición | No hubo competición |
| 2015      | Altos               | Picos               |
| 2016      | 4 de Julho          | Comercial           |
| 2017-2018 | No hubo competición | No hubo competición |
| 2019      | Picos               | Timon               |
| 2020      | Fluminense          | Tiradentes          |
| 2021      | Oeirense            | Corisabbá           |

## Títulos por equipo
| Club         | Ciudad      | Campeón | Años campeón |
| ------------ | ----------- | ------- | ------------ |
| Picos        | Picos       | 2       | 2007, 2019   |
| Alto Esporte | Teresina    | 2       | 1966, 1978   |
| 4 de Julho   | Piripiri    | 2       | 2003, 2016   |
| Fluminense   | Teresina    | 2       | 1967, 2020   |
| Caiçara      | Campo Maior | 1       | 1963         |
| Comercial    | Campo Maior | 1       | 2004         |
| Ferroviário  | Floriano    | 1       | 1964         |
| Piauí        | Teresina    | 1       | 1957         |
| Rio Negro    | Teresina    | 1       | 1961         |
| Botafogo     | Teresina    | 1       | 1965         |
| Barras       | Teresina    | 1       | 2005         |
| Altos        | Altos       | 1       | 2015         |
| Oeirense     | Oeiras      | 1       | 2021         |